# Списак непријатељских земаља Русије
Списак непријатељских земаља (рус. Список недружественных стран) је списак земаља које је објавила руска влада због ангажовања у активностима за које влада сматра да су „непријатељске” према Русији.
Први пут је успостављена у мају 2021. са само две земље наведене на листи – Сједињеним Државама и Чешком, листа је од тада проширена на 56 земаља и територија и на Европску унију након што су те земље увеле санкције Русији након руске инвазије на Украјину у фебруару 2022. године. У јулу 2022. године, руска влада је издала саопштење у којем се наводи да су додане и Грчка, Словенија, Словачка, Хрватска и Данска. На листи су све земље чланице Г7 и свих 27 држава чланица Европске уније.
Земље додане на листу непријатељских земаља подлежу одређеним ограничењима везаним за њихове односе са Русијом, укључујући трговинска и валутна ограничења и ограничења запошљавања у дипломатским представништвима наведених земаља у Русији.

## Списак земаља и региона
Чешка и Сједињене Америчке Државе су додате на листу у мају 2021, док су остале земље на листи додане од марта 2022. надаље.
| - Албанија - Андора - Аустралија - Бахами - Канада - Хрватска - Чешка - Данска | - Грчка - Гернзи - Исланд - Острво Мен - Јапан - Лихтенштајн - Микронезија - Монако | - Црна Гора - Нови Зеланд - Северна Македонија - Норвешка - Сан Марино - Сингапур - Словачка - Словенија | - Јужна Кореја - Швајцарска - Република Кина - Украјина - Уједињено Краљевство - САД - Европска унија |

## Позадина
У јуну 2018. године, руски председник Владимир Путин потписао је закон којим овлашћује владу да уведе контрамере против земаља за које је утврђено да су учествовале у „непријатељским“ акцијама против Русије. Наведене контрамере укључивале су ограничења увоза и извоза, суспензију или прекид међународне сарадње или приватизацију државне имовине. У саопштењу о усвајању закона које су објавили руски државни медији посебно су наведене Сједињене Државе као мета закона.
У априлу 2021. портпаролка руског министарства спољних послова Марија Захарова најавила је да ће Русија објавити „Списак непријатељских земаља” који укључује Сједињене Државе. Рани нацрти листе су процурели и укључивали су до десет земаља, али коначна листа коју је објавила Русија садржала је само две: Сједињене Државе и Чешку. Објављујући листу, руска влада је ограничила чешку амбасаду у Русији да запошљава највише 19 руских држављана и забранила америчкој амбасади у Русији да запошљава било које локалне службенике.
Односи Русије са обе земље тада су били на ниском нивоу. Сједињене Државе и Русија су недавно протерале једне друге дипломате, а Сједињене Државе су увеле санкције Русији као одмазду за наводне руске сајбер нападе и мешање у америчке изборе. Слично, Чешка је оптужила руске обавештајне службенике да стоје иза две експлозије складишта муниције унутар земље 2014. године.

### Проширење списка у марту 2022.
У фебруару 2022. Русија је покренула инвазију пуног обима на суседну Украјину. Бројне земље широм света почеле су да уводе економске санкције Русији као одмазду за инвазију са циљем да оштете руску економију, поред одлуке Микронезије да прекине дипломатске односе са Русијом. Као одговор, Русија је проширила листу непријатељских земаља на 48 земаља широм света које су увеле санкције или прекинуле дипломатске односе.

## Ограничења за наведене земље и регионе
Правни основ за увођење санкција против земаља које се сматрају „непријатељским“ Русији првобитно је усвојен у јуну 2018. са низом доступних контрамера, укључујући ограничења увоза и извоза, суспензију или прекид међународне сарадње или приватизацију државне имовине, али без конкретних циљева. Када су Сједињене Државе и Чешка Република додане на листу у априлу 2021. године, Русија је ограничила број локалних службеника које би могле да ангажују дипломатска представништва две земље у Русији. Амбасада Чешке је могла да запосли само 19 руских радника, док амбасада Сједињених Држава није могла да запосли ниједног.
У марту 2022, као освету на санкције уведене Русији као одговор на њихову инвазију на Украјину, Русија је додала додатних 48 земаља које су јој увеле санкције на листу непријатељских земаља. Дужници из земаља са списка који су тражили исплату дуга морали су да отворе посебан банковни рачун у руској банци да примају уплате у руској валути, рубљама, а не у некој другој међународној валути. Поред тога, сви нови корпоративни послови између руских компанија и ентитета у земљама са листе непријатељских земаља морали су да траже одобрење од владине комисије.
Путин је неколико недеља касније најавио да ће Русија прихватити само рубљу као плаћање за руски извоз природног гаса у земље са листе непријатељских земаља. Као резултат замрзавања девизних резерви руске Централне банке у еврима и доларима од стране непријатељских земаља, поред СВИФТ-ове забране трансфера долара и евра у или из великог дела руског банкарског сектора, Русија више није разматрала плаћање у доларима и еврима преко страних рачуна. Руска Газпромбанка и Росњефтбанка поштеђене су санкција СВИФТ-а како би се омогућила обрада плаћања за руски гас и нафту Гаспрому и Росњефту. Међутим, Русија је и даље била суочена са ризиком да би уплата енергије у доларима или еврима ускладиштена у овим банкама такође тамо могла бити замрзнута у будућем продужењу забране СВИФТ-а. Са захтевом за плаћање у рубљама, ово је спречено. Путин је рекао да због тога „нема смисла“ примати уплате у другим валутама. Поред тога, међународне санкције против Русије изазвале су пад вредности рубље. Европска унија, која је додата на листу, ослања се на Русију за 40% свог увоза природног гаса, а присилно плаћање у рубљама могло би помоћи да се повећа потражња и вредност валуте.
Руски председник Владимир Путин потписао је указ о увођењу визних ограничења за грађане из „непријатељских земаља“, одлуку донету као одмазду на непријатељске мере које је предузела Европска унија, саопштио је Кремљ 4. априла 2022. године. Према уредби, Русија ће делимично суспендовати своје поједностављене споразуме о визама са земљама чланицама ЕУ заједно са Норвешком, Исландом, Швајцарском и Лихтенштајном. Кремљ је саопштио да је декретом такође наложено министарству спољних послова земље да уведе појединачна ограничења уласка странцима и лицима без држављанства који почине непријатељска дела против Русије, њених грађана или правних лица.
Русија је забранила извоз инертних гасова, укључујући неон и хелијум, у „непријатељске земље“ 31. маја 2022. године. Ово је била контрасанкција која је уследила након забране извоза електронике у Русију.
Русија је 22. јула 2022. додала Хрватску, Данску, Грчку, Словачку и Словенију појединачно на листу, одвојено од Европске уније. Руски премијер Михаил Мишустин изјавио је да је списак сада састављен од земаља које су „усвојиле акције које су непријатељске према Русији, а посебно против руских дипломатско-конзуларних представништава у иностранству“. Данска амбасада у Русији ограничена је на 20 запослених, грчка на 34, а словачка на 16. Осим тога, хрватске и словеначке амбасаде "неће моћи да ангажују запослене у својим дипломатско-конзуларним представништвима".
Русија је 24. јула 2022. на листу додала Бахаме, Гернзи и Острво Мен.